# Marcel Fiorini
Pour les articles homonymes, voir Fiorini (homonymie).
Marcel Fiorini, né le 23 février 1922 à Guelma (Algérie) et mort le 16 janvier 2008  à Bois-le-Roi (Seine-et-Marne), est un peintre non figuratif et un graveur français de la nouvelle École de Paris particulièrement reconnu pour les nouveaux procédés de gravure en taille-douce sur bois, linoleum ou plâtre qu'il a mis au point et utilisés à partir des années 1950.

## Biographie
Marcel Francis Arthur Louis Fiorini commence en 1938 à peindre et à faire des essais de gravure en utilisant les acides et les produits de la pharmacie de son père pour fabriquer des vernis selon les recettes d'un ancien code pharmaceutique. Après des études jusqu'en 1939 au lycée de Bône (Annaba) où il se lie avec Marcel Bouqueton, il fréquente de 1940 à 1942 l'École des beaux-arts d'Alger où il rencontre Louis Nallard et Maria Manton. Après s'être marié avec Françoise Antoni le 12 octobre 1941, jour du vingtième anniversaire de sa femme, native de Gounod (Aïn Larbi), et effectué son service militaire de 1942 à 1945, il vient avec eux en France en mars 1947, sa fille Simone naissant à Bône (Annaba) le 21 novembre. Ses peintures jusqu'alors figuratives ( Femme au tricot, vers 1945; La femme du docteur, 1949) évoluent vers une simplification des formes, plus allusives, qui les mènent dans les années suivantes vers l'abstraction.
Installé d'abord à Thiverval dans des conditions précaires, en 1948 à Saint-Germain-en-Laye puis à Paris, Fiorini partage l'amitié de Roger Chastel, qui est occupé à la réalisation des gravures du Bestiaire de Paul Éluard, et de Roger Bissière pour qui il réalise à partir de 1952 des gravures d'interprétation, ainsi que pour Jean Bertholle, Mark Tobey, Maria Elena Vieira da Silva, Jacques Villon. Il reçoit également les conseils de Jean Fautrier. Il participe en 1949 aux activités du groupe Graphies, aux côtés notamment de Christine Boumeester, Roger Chastel, Pierre Courtin, Jean Fautrier, Albert Flocon, Henri Goetz, Raoul Ubac, Roger Vieillard et Gérard Vulliamy. En 1952 le Prix Fénéon lui est attribué. En 1953 il illustre La Rose de Vérone, poème de Jean Lescure dont le texte est repris dans Treize poèmes.
D'après les gouaches de Bissière Fiorini achève en 1954, après deux ans de travail, de graver les bois en taille-douce du Cantique à notre frère Soleil de François d'Assise. Pour Jacques Villon il grave les illustrations de Laus Veneris de Swinburne en 1956, de Dents de lait, dents de loup de Henri Pichette en 1959, d’Ajournement d'André du Bouchet en 1960. L'Œuvre gravée dirigée par Nesto Jacometti édite à partir de 1956 la plupart de ses gravures.
Fiorini participe au Salon des Réalités Nouvelles à partir de 1948, au Salon de Mai à partir de 1949 et à celui de la Jeune Gravure contemporaine à partir de 1956. Il est représenté en avril 1950 à l'exposition des Peintres de la revue Soleil qu'organise le poète Jean Sénac à l'occasion de la parution du deuxième numéro de sa revue et participe en 1955 avec Chastel, Maria Manton et Nallard à une exposition organisée par la galerie Le Portulan à Saint-Germain-en-Laye. Fiorini reçoit pour sa peinture en 1952 le prix Félix Fénéon, en 1954 le prix du Dôme, en 1955 le prix de la Biennale de Menton et pour ses gravures un Prix à la Biennale de São Paulo.
À la galerie Jeanne Bucher il participe à des expositions de groupe en 1952 (avec Nallard et Moser), en 1953 (avec Chelimsky et pour un accrochage collectif), en 1954 (avec Nallard, Moser, Chelimsky et Vielfaure). Il y présente des expositions individuelles en mars 1959 de ses peintures, en février 1964 du livre gravé Un Herbier des dunes et en décembre 1965-janvier 1966 de ses Gravures pour les heures. Fiorini et Louttre.B y exposent en octobre 1970 les Gravures pour le mur, les plus larges de près de trois mètres, qu'ils ont réalisées (six pour Fiorini et cinq pour Louttre.B) à partir de 1969. D'autres expositions particulières sont organisées à Paris (Galerie La Nouvelle Gravure, mai 1963) et à l'étranger, notamment en Suisse (Peintures et gravures, Galerie Mékisa, Lausanne, septembre-octobre 1962), en Allemagne (Galerie Smücking, Braunschweig, avril 1961 et juin 1965), aux États-Unis (Exposition rétrospective, Université de Kentucky, novembre-décembre 1965).
Fiorini présente à Paris en octobre-novembre 1965 une exposition de gravures avec son ami Benanteur à la librairie-galerie Le Fanal. Il participe également à des expositions collectives en France (notamment Manifestation d'art contemporain à Sarlat en 1962; Paroles peintes à la Galerie Arditti en décembre 1962-janvier 1963; Les quinze prix du Dôme à la galerie 9 en septembre et octobre 1966; Techniques traditionnelles et contemporaines de la gravure en creux à Paris au Musée d'art moderne de la ville de Paris en 1967; Gravures à la galerie Françoise Ledoux en avril 1967; Aquarelle et gravures à la galerie Georges Bongers en mars 1969; Hommage à Georges-Emmanuel Clancier à Céret en juillet-septembre 1974; Mère Algérie, Couleurs du Sud au Musée de Gajac en 2003) et à l'étranger, en Allemagne (Moderne französische Graphik: Lithographien, Holzschnitte, Radierungen, préface de Jean Cassou, galerie Ferdinand Möller, Köln, 1955; Suermondt-Museum, Aachen, 1955; Französische Graphik, Nassauischer Kunstverein, Wiesbaden, 1961), et en Autriche (Galerie Eugen Lendl, Graz, 1987). Il est représenté aux biennales de Venise (1966), Lugano, Vancouver (Vancouver print international, octobre 1967), São Paulo, Tokyo, Grenchen, Ljubljana (juin-septembre 1961, juin-septembre 1963, octobre 1967) et Cracovie.
Fiorini crée à partir de 1967 des objets de décor en porcelaine (décors de luminaires et vases pour la Manufacture nationale de Sèvres ainsi qu'une série de douze plaques de cheminée illustrant les signes du Zodiaque pour les Fonderies de Cousances-les-Forges et enseigne la gravure à l'École nationale supérieure des arts décoratifs de Paris, rue d'Ulm.
Fiorini meurt d'un cancer en 2008. Ses gravures ont été présentées par la suite dans les expositions École de Paris und Umkreis (Galerie Anja Rumig, Stuttgart, 2010) et Prêmios-aquisição da Bienal de São Paulo, 1951-1963 (Museu de Arte Contemporânea da Universidade de São Paulo, août 2012-juillet 2013).

## L'œuvre gravé
L'importance de Marcel Fiorini dans les développements de la gravure dans la seconde moitié du XXe siècle tient aux procédés nouveaux qu'il invente, bois, linoléum ou plâtre en taille douce, et à la richesse d'expression qu'ils permettent.

### Les deux formes de la gravure traditionnelle
La plus ancienne façon de graver, utilisée aux premiers temps des « incunables » mais pratiquée depuis l'antiquité pour la décoration des tissus, la réalisation des sceaux ou des jeux de cartes, est  la « gravure en relief » ou « taille d'épargne », pratiquée en général sur bois (« xylographie »), qui ouvrit la voie à la gravure des caractères typographiques. Après encrage les « réserves », c'est-à-dire les creux entaillés sur la plaque, laissent apparaître au tirage la blancheur du papier tandis que les aplats, demeurés en relief, des surfaces épargnées et encrées y reportent le noir. Le procédé est simple mais les possibilités de varier les valeurs demeurent quasi inexistantes. 
La « taille-douce » est la manière d'imprimer qui est propre au procédé contraire de la « gravure en creux », héritée des orfèvres italiens du Quattrocento. Dans cette technique les « tailles », c'est-à-dire les creux entaillés sur la plaque métallique au burin, à la pointe-sèche ou par les procédés de l'eau-forte et de l'aquatinte (par morsure aux acides), retiennent, après l'encrage au tampon et l'essuyage à la mousseline, l'encre que le papier mouillé vient boire, « laminé » sous la très forte pression d'une presse à rouleaux. Dans la tradition comme dans le renouveau de la gravure apparu à partir des années 1930 c'est le métal utilisé en taille-douce qui domine, permettant  toutes les subtilités dans l'animation du trait et la variété des valeurs, le travail en relief du bois se trouvant marginalisé.

### Xylographie et linogravure en taille-douce
Fiorini utilise dans ses premières gravures (Le Repos ; Le Double, 1948) l'aquatinte, assez rapidement en couleur, et s'initie au travail d'imprimeur, le tirage étant pour lui un moment aussi important que l'acte de graver. À travers un graphisme épuré les surfaces purement abstraites qu'il assemble jusqu'en 1949 dans ses Compositions et ses Signes totémiques commencent bientôt d'évoquer, à la limite de l'allusion, les silhouettes de nus féminins  (Construction féminine I et II, 1948 ; Femme I, II, III et IV, Le Couple, Adam et Ève, 1949 ; Maternité, 1950). Les rejoignent celles des objets familiers (Théière, Le Déjeuner, Le Pot noir) puis des tirages en couleurs des Musiciens (1951).
À travers une semblable abstraction et autour des mêmes thèmes Fiorini réalise à partir de 1952 (Le Déjeuner noir et Oiseaux, 1952) la synthèse nouvelle, la xylographie en taille-douce, de l'utilisation du bois (en minces planches de contreplaqué de poirier, chêne, noyer ou okoumé) et de la technique d'impression de la taille douce.
« J'aime le bois, la matière du bois. Mais j'ai tenté cette expérience aussi parce que, me posant principalement, même dans la gravure, le problème de la traduction de la lumière par un système de valeurs, problème essentiel du peintre, je pensais poursuivre plus aisément cette recherche de valeurs dans le bois que dans le dur métal. (...) le trait gravé dans le bois rend un velouté que la dureté du métal ne donne pas naturellement », confie Fiorini en 1953.
À l'inverse de la gravure en relief ce sont des valeurs et non des blancs qui sont creusées dans le bois, absorbant et restituant sur le papier plus ou moins d'encre selon qu'il est plus ou moins verni ou poli. Dans le procédé nouveau qu'il met au point, « les combinaisons d'aplats et de creux » plus ou moins profonds « permettent une variation très grande des transparences et des opacités ». Il est par ailleurs possible au graveur de tirer plastiquement parti dans son travail des marbrures et textures des fibres du matériau. « La supériorité du bois se vérifie encore pour la gravure en couleur », ajoute-t-il : « il est un support parfait de la couleur. Non seulement sont évitées les réactions chimiques provoquées par tout métal non aciéré, mais le bois permet généralement un ton beaucoup plus pur que le métal. ». Ainsi ses xylographies en taille-douce, d'abord imprimées en noir et blanc, s'ouvrent-elles dès 1952 à une large diversité chromatique (Port-Pêcheur bleu-rouge, Le Pot noir et rouge, Le Déjeuner noir, 1952).
Fiorini adapte bientôt, à partir de 1953 (Le Damier ; 'La Théière) sa technique au linoléum (linogravure en taille-douce) qui, par sa souplesse, multiplie les possibilités d'incision et d'expression. Alors que dans ses aquatintes et ses gravures sur bois, généralement verticales, les tracés épurés suggéraient natures mortes et figures humaines, l'espace horizontal de ses linogravures s'ouvre plutôt sur une large série de paysages non figuratifs.

### Un livre entièrement gravé
De 1952 à 1954 Fiorini compose pour le livre Cantique à notre frère soleil de François d'Assise onze bois gravés en taille-douce d'après des gouaches de Roger Bissière incluant le texte manuscrit. La conception de l'ouvrage est réalisée de telle sorte que la pliure des feuillets occupe la gouttière et non le dos du volume. Fiorini en imprime lui-même les 48 exemplaires pour les éditions de la galerie Jeanne Bucher, qui l'expose en novembre-décembre 1954. Dans cette voie de la gravure d'adaptation il collabore de 1956 à 1960 avec Jacques Villon à la réalisation de cinq autres livres de bibliophilie, de Swinburne, Robert Ganzo, Henri Pichette, André du Bouchet et Max Jacob.
À partir de 1959 il travaille au projet plus personnel du livre Un Herbier des dunes, qui représente une synthèse de ses innovations antérieures et est à l'origine de ses recherches ultérieures. Son intention initiale est de « lier ensemble des bois et des linos en creux, imprimés en taille douce, et un texte poétique intégré à la gravure, formant ainsi une suite ininterrompue, une arabesque allant du début à la fin du livre », ce qui suppose « l'impression sur les deux faces de la feuille afin d'éviter la rupture d'une page blanche au dos de la gravure ». Fiorini expose ce projet à son ami le poète Jean Lescure « qui se passionne et immédiatement précise le thème et le lieu : thème, le végétal, de la mer et de la terre, de l'algue à la vigne en passant par les espèces qui à la fois les séparent et les réunissent », écrit Fiorini dans la notice accompagnant la présentation du livre en 1964 à la galerie Jeanne Bucher.
Au long de deux étés à l'Île de Ré se forment en même temps « les mots et les images ». En octobre 1962 Fiorini achève de graver ainsi 20 planches, c'est-à-dire 40 pages, qui intègrent les vers du poème de Jean Lescure dans leur composition plastique où s'inscrivent à la fois les libres réminiscences des formes ou des matières du végétal et des éléments non-figuratifs du paysage des rivages. Dans la suite de ses gravures Fiorini introduit de plus une dimension temporelle, le livre se développant dans une progression générale de l'obscur vers les lumières du lever du jour. Il trouve ensuite les moyens d'effectuer pour chaque feuille de papier, en évitant le gaufrage, les quatre passages sous la presse nécessaires à l'impression recto-verso des images (sur planches de linoléum) et du texte (sur planches de cuivre, comportant aussi une partie de la gravure). « La période des essais et de la mise au point a duré jusqu'en mai 1963 », confie Fiorini. Le livre, unique dans l'histoire de la gravure, est exposé à la galerie Jeanne Bucher en 1964 et le poème sera repris dans le recueil Drailles en 1968.
Parallèlement à sa longue réalisation les séjours de Fiorini à l'Île de Ré sont à l'origine d'une suite majeure de planches composées dans la dimension d'un paysagisme abstrait (Île de Ré, Varech, Algues, Le Marais, Nacre, La Dune aux vignes, 1960; Les Salines, 1961) autour des mêmes thèmes « atlantiques ». Plusieurs œuvres manifestent son attachement largement non-figuratif à celui du nu féminin (Baigneuse, 1960; Le grand nu, Petit nu, Nymphe, 1961; La Plage, 1962).

### Gypsographie en taille-douce
Au-delà du bois et du linoleum Fiorini utilise à partir de 1963 (Empreinte, 1963) le plâtre, en le rendant moins brisant par l'adjonction de colles plastiques (vinyle, polyester) qui lui donnent une certaine élasticité et en permettent tous les maniements possibles. « La richesse d'utilisation d'un tel matériau, qui peut se maçonner, se couler, se mouler ou s'estamper lorsqu'il est encore frais, et se creuser, se gratter, se tailler, lorsqu'il est dur, n'est limitée que par les seules exigences de l'impression en taille-douce », note-t-il. À cette richesse du plâtre, susceptible de toutes les déterminations formelles, s'ajoute une immédiateté inédite de l'expression en laquelle se trouve supprimé tout temps d'exécution ou tout intermédiaire. C'est principalement dans ce procédé (« plâtre gravé en taille douce » ou « gypsographie en taille-douce ») que Fiorini réalise ses gravures en 1964.
« En utilisant toutes les possibilités de l'expression, sans en transgresser les impératifs, on peut imaginer toutes sortes de moyens d'établir une planche en creux », écrit en 1967 Fiorini pour résumer sa démarche : « Notre époque riche en matériau nouveaux permet une grande diversité de techniques nouvelles. Elles offrent à l'artiste des possibilités dont l'écartaient souvent les divergences entre l'expression spécifique d'un moyen et son expression personnelle. Par-delà la technique, seule reste la trace visible de la présence d'un homme ».
En 1964 il reprend son intention d'introduire la durée dans son album Les Saisons qu'il réalise à partir d'une seule planche gravée sur linoléum avec des superstructures de plâtre, imprimée huit fois différemment, la diversité des couleurs recréant pour chacun des temps de l'année une lumière du matin et une autre du soir.

### Gravures panoramiques
Dans ses Gravures pour les heures, exposées à la galerie Jeanne Bucher en 1965, Fiorini poursuit d'une autre façon son projet d'intégrer dans ses œuvres la temporalité. Ces onze gravures sur bois, huit horizontales en forme de makimono et trois verticales en forme de kakémono, une seule planche, souligne Guy Marester, étant utilisée pour le tirage des couleurs, ont pour la plupart plus de deux mètres, et jamais l'histoire de la gravure n'a connu d'estampes de dimensions aussi exceptionnelles, qui « n'étaient, en vérité, pas praticables si, encore une fois, Fiorini n'avait imaginé et réalisé des procédés permettant de dépasser les normes, aussi bien dans les formats de papier que pour le passage sous presse », souligne Roger Van Gindertael. Dans la distance propre à la gravure, qui attire à soi le regard jusque dans le détail de sa matière, il faut pour percevoir ces œuvres les parcourir dans la durée et non d'un seul regard.
C'est ainsi une sorte de voyage visuel parmi les paysages d'une non-figuration désormais plus allusive qu'elles proposent, Fiorini abordant au-delà l'ensemble des thèmes que la dimension temporelle lui permet de suggérer, depuis un hommage à La Vague d'Hokusai jusqu'aux cortèges allusifs du Roi René ou des Gens du voyage. Comme dans son album antérieur, Fiorini présente plusieurs de ses planches selon des tirages différents qui évoquent les gammes essentielles de la lumière au long du jour et de l'année, certaines d'entre elles en recréant d'un bord à l'autre la succession par d'insensibles passages. Avec ces nouvelles réalisations, il faut placer Fiorini « parmi les meilleurs graveurs de sa génération », juge Georges Boudaille, le considérer comme « l'un des graveurs le plus marquants, les plus inventifs de sa génération ».
Les gravures que réalise Fiorini à partir de 1965 (Le Tournoi, 1965; Le Roy de drapeau, La Reine de drapeau, Le Valet de drapeau, Le Cavalier de drapeau, L'Oiseleur, La Demoiselle à la licorne 1969) poursuivent, sous un climat médiéval, un semblable cheminement.

### Gravures pour le mur
Le caractère monumental des Gravures pour les heures se trouve accentué dans les onze Gravures pour le mur, six gravées sur bois par Fiorini et cinq par Louttre.B, que les deux peintres-graveurs présentent en 1970 à la galerie Jeanne Bucher. « Il est simple de faire des gravures de deux mètres sur trois. Aucune difficulté, si ce n'est que rien n'existe à ces dimensions : ni matériel, ni matériaux. Pourtant, par l'ampleur de son travail et par la richesse de sa matière, le bois gravé en creux appelle le mur », écrivent-ils alors, résumant comment il leur avait été nécessaire de construire pour le tirage une presse suffisamment large et de mettre au point des feuilles de papier aux dimensions nécessaires : « Deux tuyaux de pipe-line, quelques longueurs de fer en U fournissent les éléments d'une presse. À la fin de l'été, le forgeron du village tourne les galets qui vont remplacer désormais les roulements à billes éclatant sans cesse sous la pression trop forte. La feuille de papier étant trop fragile à grande dimension, la solution consistait à la coller sur un tissu résistant. ». Une demi-journée d'encollage et une autre de tirage sont ensuite nécessaires pour l'impression de chaque feuille.
« Ce sont là gravures monumentales, pour la première fois aux dimensions d'une tapisserie. (…) Le langage même de la gravure reçoit une extension, connaît une libération décisive. Où la peinture va, la gravure peut aller : elle n'est pas réduite à ce que, dans des dimensions modestes, le noir et le blanc peuvent saisir. La gravure peut dire tout ce que dit la peinture, si elle dit autrement. » analyse dans sa préface Gaëtan Picon.
Mêlant par la suite techniques et procédés, aquatinte, gravure sur bois, gypsographie et héliogravure, Fiorini réalise dans une dimension plus figurative des œuvres qui s'apparentent à l'intention du collage (Une fleur pour Albertine; Paysage aux olives) et renouvellent son approche du Nu (Angélique, Virginie, 1970; Femme à la bougie, Hommage à la féminité).
À travers son utilisation de nouveaux matériaux et ses développement inédits dans le champ mural l'œuvre de Fiorini apparaît ainsi, auprès de celles de Jean Fautrier ou Raoul Ubac, Johnny Friedlaender, Stanley Hayter, Henri-Georges Adam, Roger Vieillard ou Pierre Courtin, parmi les plus significatives de la mutation qui a libéré la gravure de toute subordination au dessin ou à la peinture et, l'ayant engagée dans la reconnaissance de ses moyens spécifiques, a assuré l'entière l'autonomie de son expression. « Si un grand nombre d'artistes font, aujourd'hui, de la gravure, plutôt accessoirement et avec plus ou moins de réussite, très peu d'entre eux méritent vraiment le nom de graveur. Marcel Fiorini, lui, sur le plan esthétique comme dans le domaine de la technique, est un des rares maîtres graveurs de la nouvelle École française. (…) C'est une volonté d'expression personnelle dans l'ordre des préoccupations esthétiques les plus actuelles qui a précisément orienté toutes ses recherches et provoqué toutes ses innovations matérielles. », résume Roger van Gindertael.

## L'œuvre peint

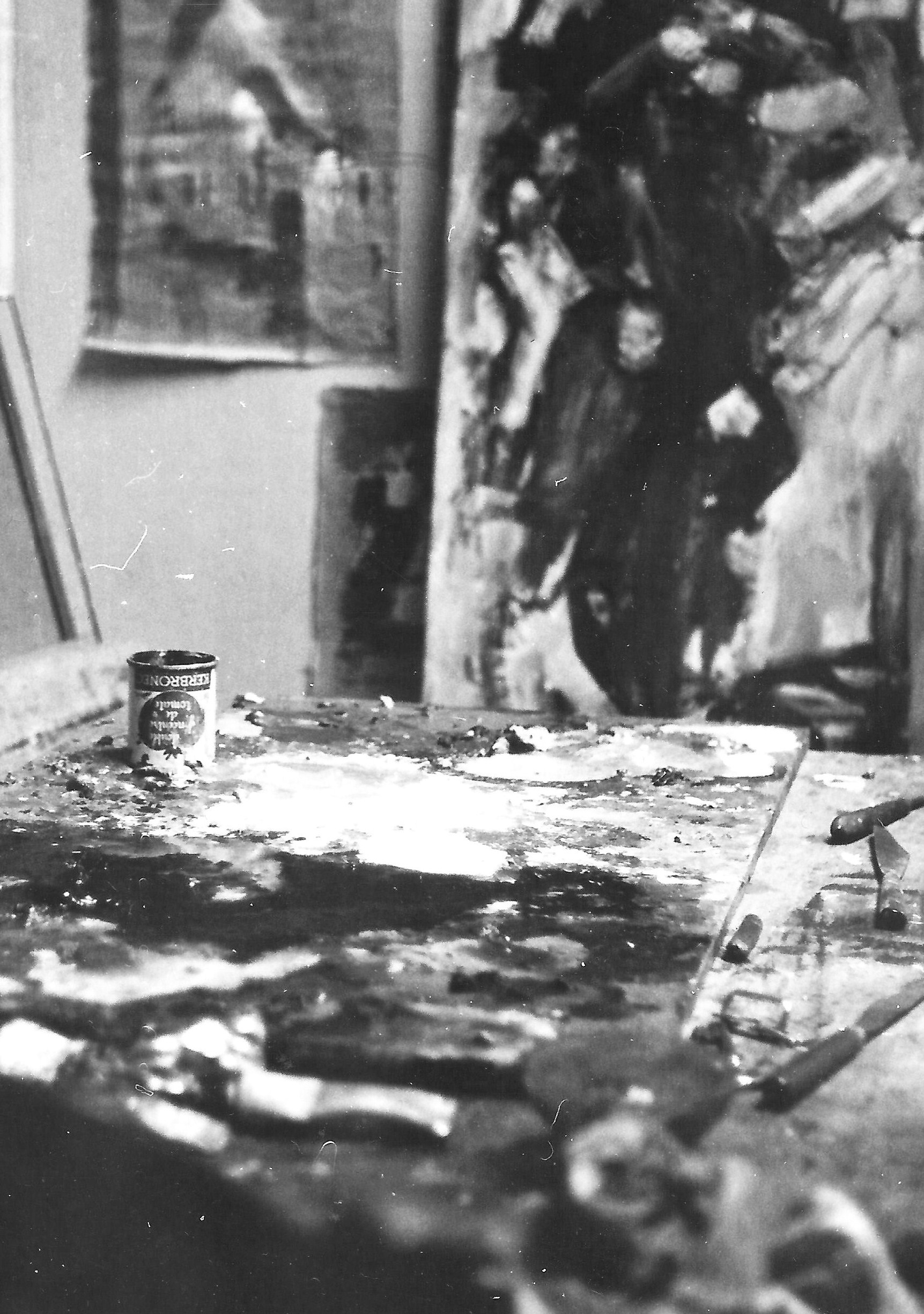
L'atelier de Marcel Fiorini, Rue Frémicourt à Paris, vers 1966

L'exposition des peintures de Fiorini à la galerie Jeanne Bucher en 1959 fait l'objet de plusieurs analyses dans les revues d'art de l'époque. « Fiorini a éprouvé le besoin de reprendre contact avec le réel et les spectacles qui l'ont inspiré transparaissent à travers presque toutes ses compositions. Mais désormais la nature est transposée à des fins visibles, dont la plus évidente est la transcription plastique d'une émotion visuelle authentique et spontanée », observe Georges Boudaille dans Cimaise. « Si les plans géométriques se retrouvent toujours, les lignes se perdent dans des couches transparentes qui donnent à chacune de ses toiles une étrange et attachante atmosphère poétique. Ses couleurs sobres sont subtilement nuancées et chaque gamme donne lieu à des variations mélodieuses : gris argentés ou bleutés, bruns sombres ou dorés, jaunes puissants et lumineux », note Daniel Cordier dans les cahiers du Musée de poche.
« Fiorini, en effet, n'est pas seulement un graveur, il est aussi un peintre de qualité et pour lui les deux modes d'expression sont indissolublement liés. Ils retentissement constamment l'un sur l'autre. De là le caractère si personnel de cette œuvre gravée où les moyens orthodoxes ne sont pas toujours respectés, où l'invention et la liberté règnent constamment, où les moyens nouveaux comme l'attaque en creux de la plaque de bois donnent des résultats inattendus. », écrit deux ans plus tard Roger Bissière.
Parallèlement à sa création dans le domaine de la gravure, Marcel Fiorini n'a cessé de peindre. « Bien qu'il se soit fait connaître surtout par l'originalité de ses gravures et par ses inventions techniques dans ce domaine, Fiorini appartient au même petit groupe de peintres [Louis Nallard, Maria Manton et Marcel Bouqueton] avec lesquels il présente d'évidentes affinités, tant par l'animation décidée de sa matière picturale que par le fondement terrestre de son inspiration; jusqu'ici la disposition spatiale de ses « paysages » est restée décrite avec une grande fidélité à l'impression reçue du réel, dont la transfiguration picturale est pourtant accomplie par l'anéantissement du détail dans l'unité plastique de la composition », écrit ainsi Roger Van Gindertael.

## Écrits de Fiorini et entretiens
- Roger Van Gindertael, Une nouvelle technique de la gravure sur bois, proposée par Fiorini, dans Actualité Artistique Internationale, Paris, 6 juin 1953
- Un Herbier des dunes, Galerie Jeanne Bucher, Paris, 1964
- [Gravure en taille-douce sur bois, linoleum ou plâtre], dans Fiorini, University of Kentucky art gallery, [exposition rétrospective], 1965.
- Hommage à Bissière, La jeune gravure contemporaine, 1965-1966
- Fiorini, dans Techniques traditionnelles et contemporaines de la gravure en creux, Musée d'art moderne de la ville de Paris, 1967
- Plaques de cheminée Zodiaque de Fiorini, Fonderies de Cousances-les-Forges

## Collections publiques

### France
- Dijon, Musée des Beaux-Arts de Dijon
- Limoges, Musée des beaux-arts de Limoges
- Nantes, Musée des beaux-arts de Nantes
  - Composition, eau-forte, 43,5 × 29,5 cm (hors marge), tirage 50/50, n° inventaire 978.7.31.E
  - Salines, 1961, linogravure en taille douce, 33,5 × 55,4 cm (hors marge), tirage 55/129; n° inventaire SEM 738
  - Eau-forte, 51,5 × 37,7 cm (hors marge),  tirage 72/100, non inventorié
  - Automne en forêt, 1964, gypsographie en taille douce, 54 × 35,4 cm (hors marge), tirage 40/50, n° inventaire SEM 739
- Paris, Bibliothèque nationale de France[25]
- Paris, Centre national des arts plastiques[26]
  - Le Déjeuner, 1952, bois gravé en taille douce, n° inventaire FNAC 25713, en dépôt depuis 1966 au Ministère des affaires étrangères (Paris)
  - Le Pot noir, 1952, aquatinte, n° inventaire FNAC 26176 (1)
  - Paysage sombre, 1960, huile sur toile,65 × 100 cm, n° inventaire FNAC 28450, en dépôt depuis 1995 à l'ambassade de France  de Port of Spain
  - Paysage, 1963, 40 × 80 cm, n° inventaire FNAC 28669, en dépôt depuis 1968 à l'ambassade de France à Beyrouth
  - Les Chardons, 1964, gypsographie en taille douce, n° inventaire FNAC 28451
  - Automne en forêt, 1964, gypsographie en taille douce, n° inventaire FNAC 28452, en dépôt depuis 1966 à l'ambassade de France à New Delhi
  - L'Échiquier, 1961, bois gravé en taille douce, n° inventaire FNAC 28453
  - La Plage, 1962, linogravure en taille douce, n° inventaire FNAC 28454, en dépôt depuis 1967 à l'Assemblée nationale (Paris)
  - La Mahouna, 1976, gravure sur bois et héliogravure, n° inventaire FNAC 33781
  - Ergal, 1978, huile sur toile, 46,5 × 33 cm,  n° inventaire FNAC 33300
- Paris, Chalcographie du Louvre
  - Chaumes de Cordeville, d'après Van Gogh, avant 1955, plaque gravée, dépôt du Centre national des arts plastiques, n° inventaire FNAC 24759
- Paris, Fonds municipal d'art contemporain de la Ville de Paris (Ivry-sur-Seine)
  - Marminiac, 1974, huile sur toile, 53 × 100 cm, n° inventaire AMVP 1640, dépôt depuis 2014 : du Musée d'Art moderne de Paris
- Paris, Institut national d'histoire de l'art[27]
  - Le Déjeuner noir, 1952, bois gravé en taille douce
  - Verdure, 1959, linogravure en taille douce
  - Un Herbier des dunes, poème de Jean Lescure, gravures de Fiorini, cuivre et linoléum en taille douce, 20 planches double page, 41,5 × 56 cm, Éditions Jeanne Bucher, Paris, 1963
  - Composition, 1969
  - Petite fleur de palissade, 1975, bois gravé en taille-douce,
  - Le Parfum des closes passées, 1977, aquatinte, bois en taille douce et gypsographie
- Paris, Musée d'Art moderne de Paris[28]
  - Paysage du Lot, 1958, aquatinte, n° inventaire AME 259
  - Les Salines, 1961, linogravure en taille douce, n° inventaire AME 260
  - Sur la lande, 1965, gypsographie en taille douce, n° inventaire AME 261
  - Le Viol, 1968, gravure sur bois, n° inventaire AME 908
  - Le Combat, vers 1974, gravure sur bois, n° inventaire AME 1025
  - Marminiac, 1974, huile sur toile, 53 × 100 cm, n° inventaire AMVP 1640, en dépôt depuis 2014 au Fonds municipal d'art contemporain de la Ville de Paris (Ivry-sur-Seine
  - Le Varan, 1965, gypsographie en taille douce, n° inventaire AME 262
- Rouen, Bibliothèques de Rouen
- Sèvres, Sèvres - Manufacture et Musée nationaux
  - Décor pour un panneau de 108 carreaux, avant 1966, dépôt du Centre national des arts plastiques depuis 1966, n° inventaire FNAC 2018-0218
  - Décor de 8 vases, avant 1966, dépôt du Centre national des arts plastiques depuis 1966, n° inventaire FNAC 2018-0219
  - Service à café, céramique, avant 1967, dépôt du Centre national des arts plastiques depuis 1967, n° inventaire FNAC 2018-0226
  - Trois vases cylindriques, céramique, avant 1967, dépôt du Centre national des arts plastiques depuis 1967, n° inventaire FNAC 2018-0227
  - Trois vases Mayodon, céramique, avant 1967, dépôt du Centre national des arts plastiques depuis 1967, n° inventaire FNAC 2018-0228
  - Trois vases Gauvenet, céramique, avant 1967, dépôt du Centre national des arts plastiques depuis 1967, n° inventaire FNAC 2018-0229
  - Service de table, céramique, avant 1967, dépôt du Centre national des arts plastiques depuis 1967, n° inventaire FNAC 019-0190
- Tergnier, Artothèque de l'Aisne
  - Composition, 1969, gypsographie en taille douce (annoté « Épreuve pour le musée de Soissons », n° inventaire D.09.8.1[29]
- Villeneuve-sur-Lot, Musée de Gajac
  - La Pêche aux crabes, 1970, bois gravé en taille douce, 190 × 290 cm
- Vitry-sur-Seine, Musée d'Art contemporain du Val-de-Marne

### Brésil
- Musée d'Art contemporain de l'université de São Paulo[30]
  - Port-Pêcheur bleu-rouge, 1952, bois gravé en taille douce, 66 cm x 50 cm, n° inventaire 1963.3.133
  - Une Rose de Vérone, 1952, bois gravé en taille douce, 49,5 × 35,5 cm, n° inventaire 1963.3.128
  - Le Pot noir, 1952, aquatinte en couleurs, 49,5 × 35,3 cm, n° inventaire 1963.3.129
  - Simone et le chat, 1952, bois gravé en taille douce, 63 × 48 cm, n° inventaire 1963.3.130
  - Le Déjeuner noir, 1952, bois gravé en taille douce, 52 × 38 cm, n° inventaire 1963.3.131
  - Les Musiciens, 1951, aquatinte, 26 × 20 cm, n° inventaire 1963.3.132
  - Port-Pêcheur bleu-rouge, 1952, bois gravé en taille douce, 2 planches couleur, 49 × 35 cm, n° inventaire 1963.3.133

### Canada
- Musée national des beaux-arts du Québec[31], Québec
  - Verdure, 1959, linogravure en taille douce, hors marge 43,1 × 30,2 cm, n° d'inventaire 1987.71
  - La Plage, 1962, linogravure en taille douce, hors marge 38,8 × 49,9 cm, n° d'inventaire 1965.73
- Musée des beaux-arts du Canada, Ottawa
  - La Fenêtre, 1960, linogravure en taille douce, hors marge 50,3 × 37,7 cm, n° d'acquisition 9958
  - D'après Roger Bissière, vers 1955, eau-forte, hors marge 50,5 × 25 cm, n° d'inventaire 1962.159

### États-Unis
- Art Institute of Chicago[32]
- Detroit Institute of Arts
- Rahr-West Art Museum, Manitowoc : Construction féminine , 1048, 29 × 20 cm[33]
- Brooks Museum, Memphis (Tennessee) : Composition VI (Le Buveur), 1961[34]
- Mildred Lane Kemper Museum, Université Washington de Saint-Louis
- Minneapolis Institute of Art : Composition VI (Le Buveur), 1961

### Finlande
- Kiasma, Helsinki

### Nouvelle-Zélande
- Musée d'Art d'Auckland
  - Simone et le chat, 1952, bois gravé en taille douce, 63 × 48 cm
  - Salines, 1961, linogravure en taille douce, 33,5 × 55,4 cm (hors marge)

### Pays-Bas
- Rijksmuseum Amsterdam

### Slovénie
- International Centre of Graphic Arts, Ljubljana, Slovénie
  - Composition I, 1956, 55,5 × 45,5 cm, n° inventaire 1912/1989[35]
  - Paysage du Lot, 1958, 50 × 66 cm, n° inventaire 329/1989[36]
  - Varech, 1960, 50 × 65 cm, n° inventaire 4514/1989[37]
  - Bretagne, 1961, 50 × 62 cm, n° inventaire 2083/1989[38]
  - Le Buveur, 1961, 65 × 50 cm, n° inventaire 1853/1989[39]
  - Île de Ré, 1961, 50 × 65 cm, n° inventaire 1752/1989[40]
  - Poissons, 1961, 50 × 65 cm, n° inventaire 4512/1989[41]
  - Carte de vœux, 1961, 21 × 19 cm, n° inventaire 4511/1989[42]
  - Les Salines, 1962, 56 × 76 cm, n° inventaire 327/1989[43]

### Suède
- Moderna Museet, Stockholm, Suède